# Peristalsi
La peristalsi è la contrazione ordinata e coordinata della muscolatura liscia presente in organi tubulari capace di determinare un movimento ondoso che consente alle sostanze contenute in questi organi di procedere in un determinato senso.

## Caratteristiche generali
La peristalsi rappresenta una contrazione prodotta dal sistema nervoso enterico che invia impulsi al plesso mioenterico di Auerbach presente nell'intestino. 
Tipico movimento di tipo peristaltico è quello presente nell'intestino, ma essa è riscontrabile anche negli altri segmenti dell'apparato digerente ed è presente anche in altri organi cavi quali l'uretere o le tube uterine.

## La peristalsi dell'intestino
La distensione dei visceri (dovuta al bolo alimentare) scatena un riflesso nervoso che induce la contrazione della muscolatura liscia circolare. Il riflesso peristaltico è dovuto a una contrazione involontaria legata all'attività del sistema nervoso autonomo che invia i suoi impulsi alla rete nervosa periferica distribuita in plessi quale quello mioenterico di Auerbach presente nell'intestino. Tale contrazione determina la cosiddetta onda peristaltica, caratterizzata dalla breve durata sia spaziale sia temporale: essa infatti investe segmenti limitati dell'intestino e si esaurisce dopo pochi secondi, per poi riprendere subito dopo. 
Il movimento consente non solo alle sostanze di procedere in una determinata direzione (dalla parte superiore dell'intestino alla parte terminale del colon), ma favorisce anche il rimescolamento del chimo con i succhi gastro-enterici; inoltre lo spinge a contatto con le pareti dell'intestino favorendo l'assorbimento dei liquidi e delle sostanze in esso disciolte. 
Nei casi in cui l'intestino debba liberarsi del suo contenuto, come in alcune diarree tossiche, o nel tentativo di forzare un ostacolo, come in presenza di un ileo meccanico, la peristalsi può aumentare al punto tale da diventare dolorosa. In certi casi, anche non patologici, si manifesta con borborigmi avvertiti soggettivamente, ma percepibili anche a distanza. 
L'occlusione intestinale meccanica rappresenta un quadro patologico molto grave caratterizzato, tra l'altro, da turbe della peristalsi. Persistendo l'ostruzione, la peristalsi può invertire il proprio movimento (antiperistalsi) con conseguente vomito enterico o addirittura fecaloide, per poi cessare del tutto nelle fasi terminali della malattia. 
L'assenza di peristalsi è caratteristica dell'occlusione intestinale paralitica, evento morboso legato a varie condizioni ma particolarmente agli interventi chirurgici.
Può accadere per esempio, per vari motivi nel decorso post operatorio, che subentri una paralisi della muscolatura liscia intestinale con assenza di canalizzazione. Questa evenienza, favorevole rispetto alla forma meccanica, tende a risolversi spontaneamente nell'arco di poche ore, al massimo 72, in relazione alla sede, alla durata, all'entità dell'intervento subito. La manovra di auscultazione dell'addome eseguita periodicamente dal chirurgo serve appunto a evidenziare la ripresa dell'attività peristaltica che si accompagnerà con l'emissione di aria dall'ano a testimonianza dell'avvenuta ricanalizzazione e quindi dell'esito favorevole dell'intervento.